# Stora Skärsgöl (Mörlunda socken, Småland)
Stora Skärsgöl är en sjö i Hultsfreds kommun i Småland och ingår i Emåns huvudavrinningsområde.